# Betzy Akersloot-Berg
Betzy Rezora Akersloot-Berg (Aurskog-Høland, 16 december 1850 – Vlieland, 18 december 1922) was een Noors-Nederlandse kunstschilderes.

## Leven en werk
Akersloot-Berg werd als Betzy Rezora Berg in 1850 in het Noorse Aurskog geboren als dochter van de grootgrondbezitter Casper Cristiansen Berg en Bartha Nordbye. Zij werd opgeleid tot verpleegster en werkte vervolgens als verpleegster en zendelinge onder de Samen in het noorden van Noorwegen. Ze voelde zich echter aangetrokken door de schilderkunst en besloot om lessen te gaan volgen aan de koninklijke tekenschool in Oslo. Ze werd daar opgeleid door Otto Sinding. Zij bleef, ook toen deze zich in het begin van de jaren tachtig van de 19e eeuw in München vestigde, zijn leerlinge. Ze leerde in deze periode het werk van Hendrik Willem Mesdag kennen. Net als Mesdag voelde zij zich aangetrokken tot het schilderen van de zee. Ze kreeg les van hem in het marineschilderen. In 1887 werd zij geportretteerd door Sientje van Houten, de echtgenote van Mesdag, met wie zij bevriend was geraakt. Via het echtpaar Mesdag leerde zij de weduwnaar Gooswinus Akersloot, oud-burgemeester van Hoevelaken, kennen. Zij trouwde met hem op 2 maart 1893 te Papendrecht. Het echtpaar vestigde zich in 1896 op Vlieland  en kocht daar het oudste pand van Oost-Vlieland, het huidige museum Tromp's Huys. Hier zou zij tot haar overlijden in 1922 wonen. Nabij het huis liet zij een atelier bouwen. Haar werk werd in meerdere landen geëxposeerd, zoals in België, Denemarken, Duitsland, Frankrijk, Nederland, Noorwegen, Tsjechië en Zweden.
Akersloot-Berg overleed in december 1922 in haar huis op Vlieland. Ze was twee dagen voor haar overlijden 72 jaar geworden. Ze ligt begraven op de begraafplaats op Vlieland.
Haar oeuvre van meer dan 300 schilderijen, tekeningen en prenten wordt grotendeels door Museum Tromp's Huys beheerd. Maar ook het Nationaal kunstmuseum in Oslo, het Stavanger kunstmuseum, het Nationalmuseum in Stockholm, het Nordnorsk Kunstmuseum(no) in Tromsö, Aur Prestegård in Aurskog, de Weekend Væringsaasenscollectie in Elverum en het Frans Hals Museum in Haarlem bezitten werk van Akersloot-Berg. In 1992 waren 28 van haar schilderijen te zien op een tentoonstelling in het Noordelijk Scheepvaartmuseum in Groningen. In 1996 vond er in haar geboorteplaats Aurskog een tentoonstelling van haar werk plaats. In 2004 was er een aan haar gewijde tentoonstelling in het Nordkappmuseet(no) in Honningsvåg. In 2010 werd ter gelegenheid van het vijftigjarig bestaan van het museum Tromp's Huys een tentoonstelling aan het werk van Hendrik Willem Mesdag, Sientje van Houten en Betzy Akersloot-Berg gewijd. In 2012 waren het portret van Betzy Akersloot-Berg door Sientje Mesdag-van Houten en 'Noordzeestrand' van Betzy zelf uitgeleend aan De Mesdag Collectie, voor de tentoonstelling Penseelprinsessen II.

## 100e sterfdag
In 2022 zijn er in het museum Tromp's Huys diverse exposities en andere activiteiten waarin extra aandacht wordt besteed aan het werk van Akersloot-Berg. Van de hand van Tineke Hendriks verscheen in januari 2022 De zee, de zee alleen, een roman over Betzy Akersloot-Berg. Van de hand van de kinderboekenschrijfster Mary Heylema verscheen in maart 2022 het boek Aangespoeld, een kinderroman geïnspireerd op het leven van Betzy Akersloot-Berg.

## Literatuur

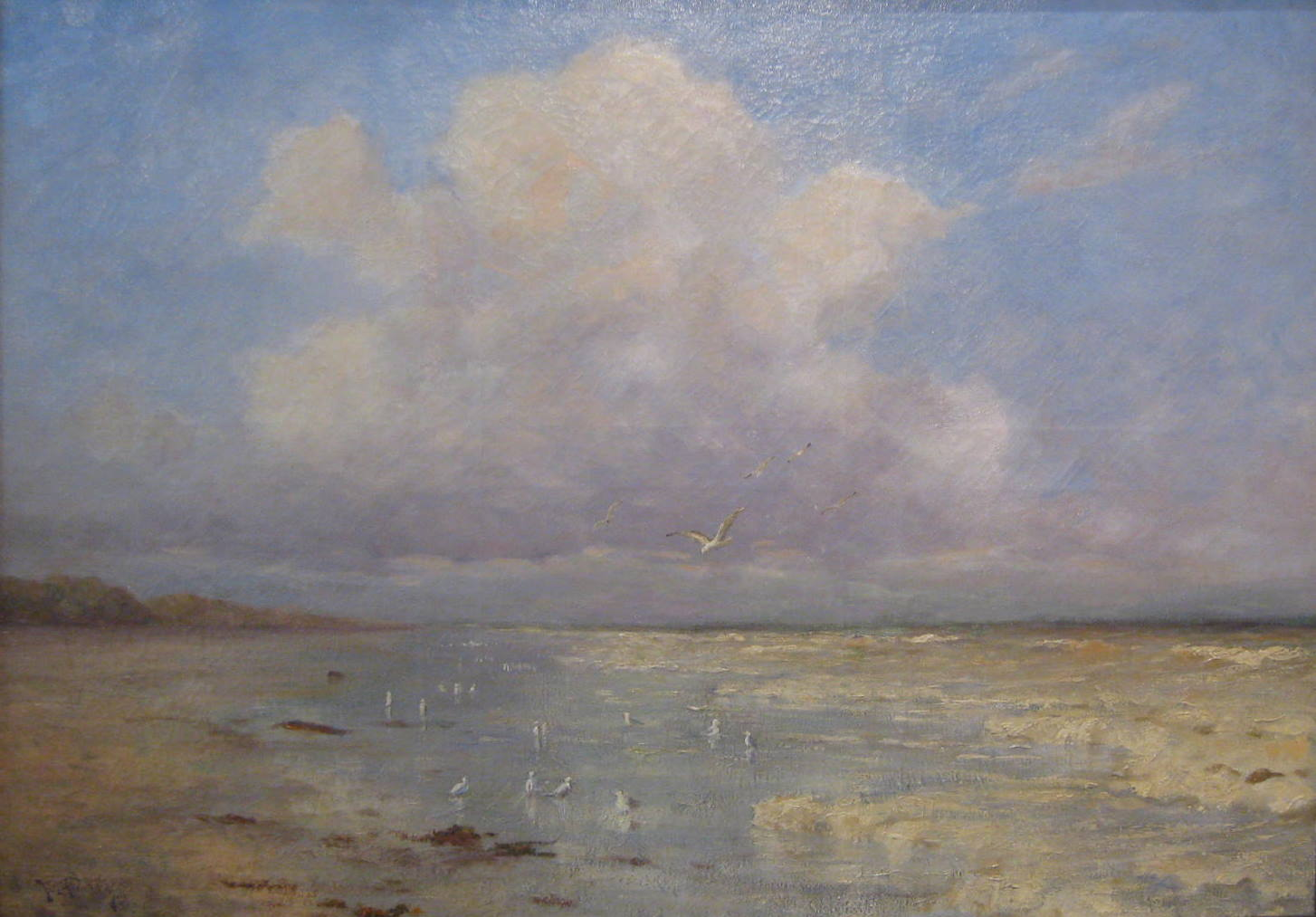
Noordzeestrand
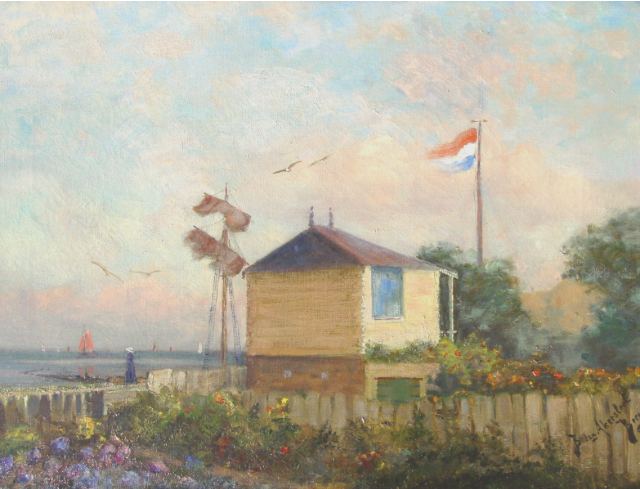
Atelier op Vlieland (1914)
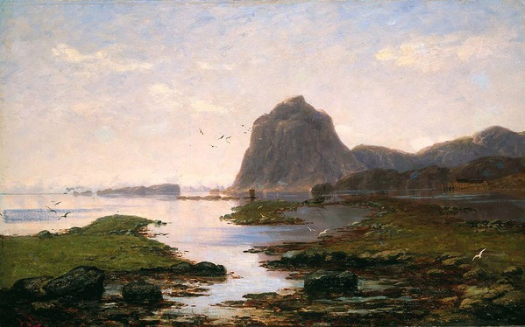
Lofoten